# 鬼ヶ城山 (愛媛県)
鬼ヶ城山（おにがじょうやま） は愛媛県宇和島市にある標高1,151mの山である。
山頂付近には広葉樹林が多く、冬になると美しく見事な樹氷が見られる。眺めてみると、宇和島市の中心街、宇和海、リアス式海岸、日振島などの日振諸島、そして九州の山々が見える。三本杭（別名：滑床山）、高月山、権現山とを総称して鬼ヶ城連山と呼び、三本杭・高月山とともに四国百名山に選定されている。また、この山系は南予アルプスとも言われる。
南麓からは岩松川の支川・御代ノ川 が流下しており、宇和島市の水源の一つになっている。

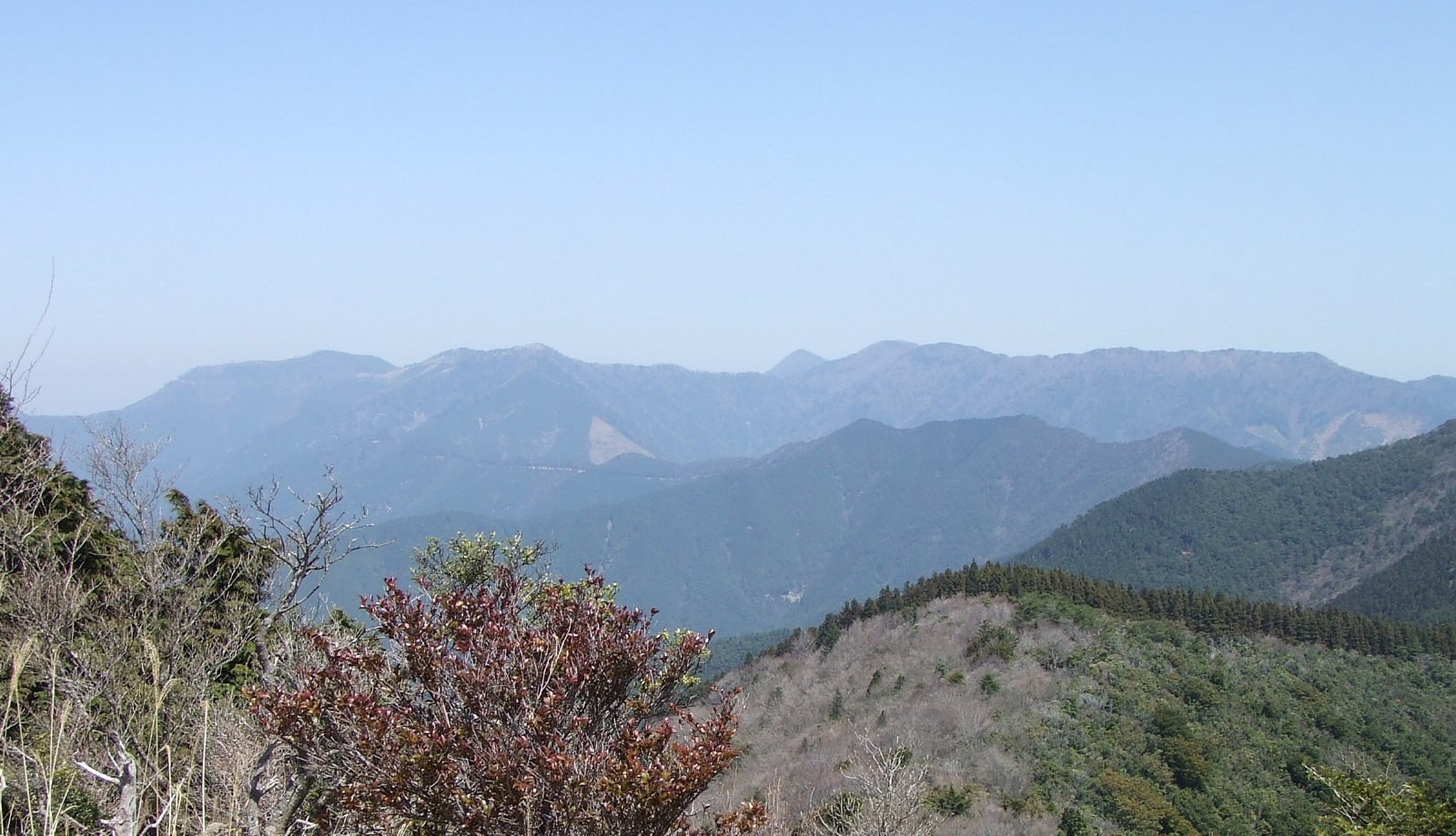
鬼ヶ城山系を譲ヶ葉森より
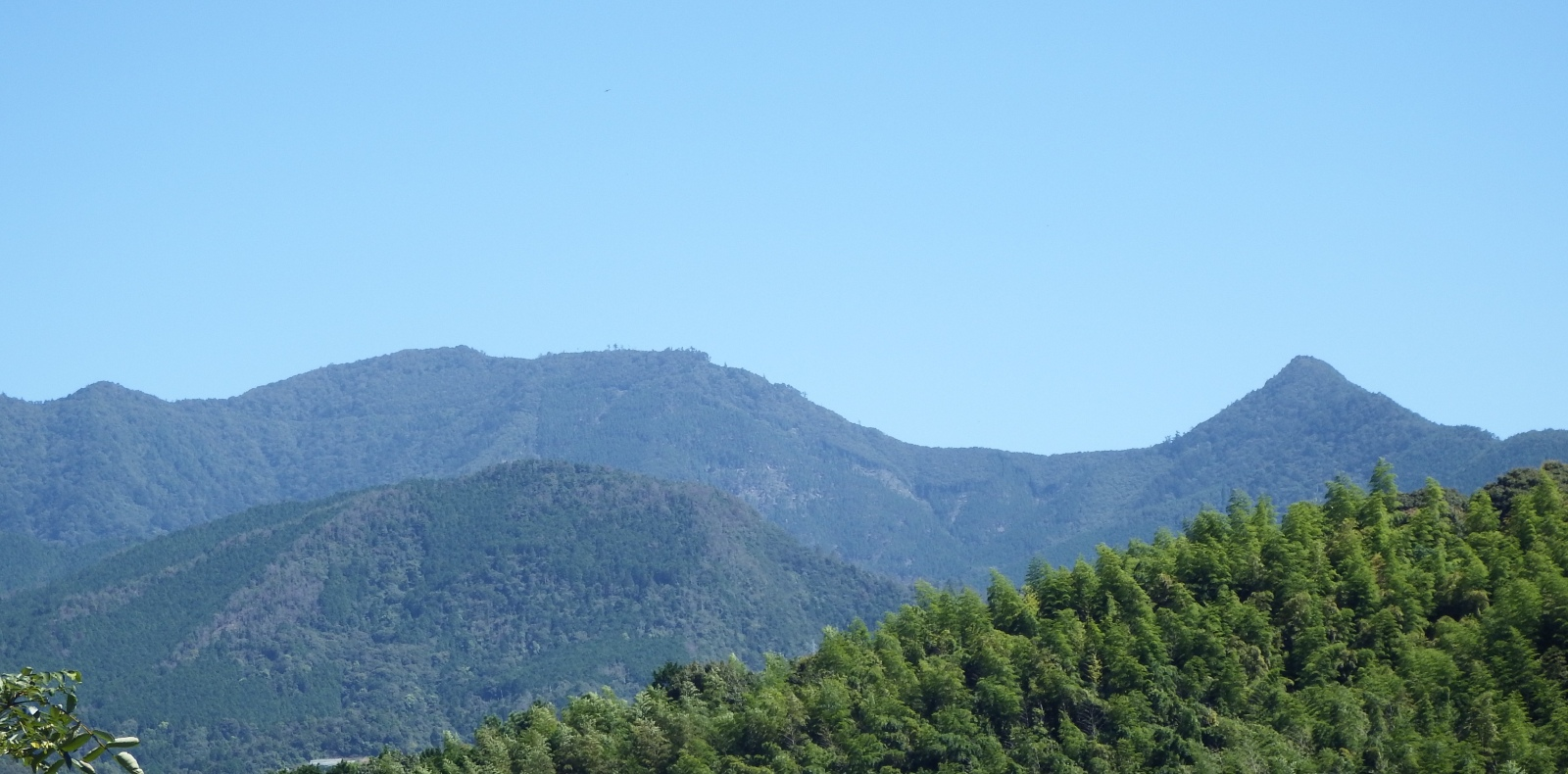
宇和島市内より
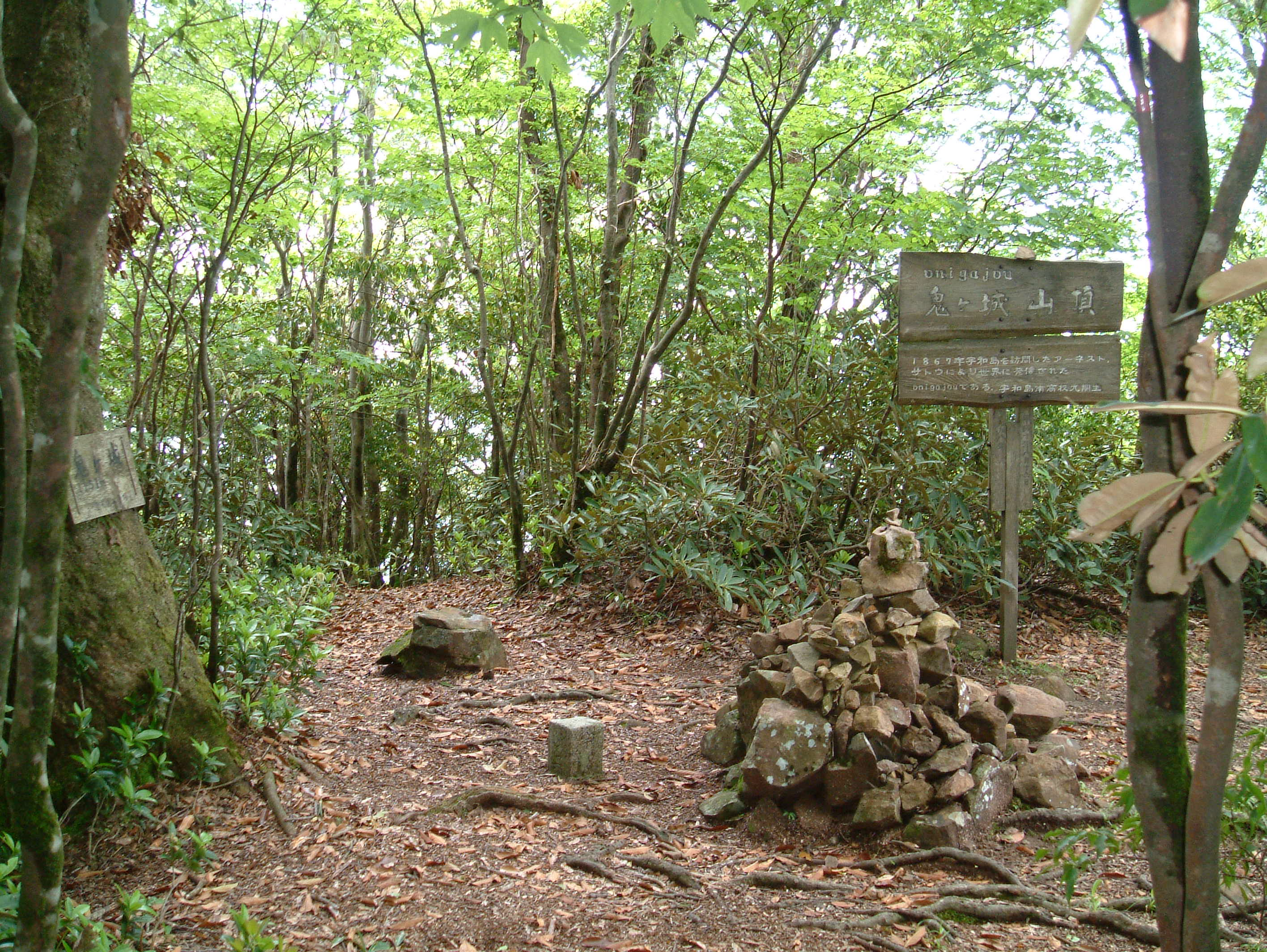
頂上
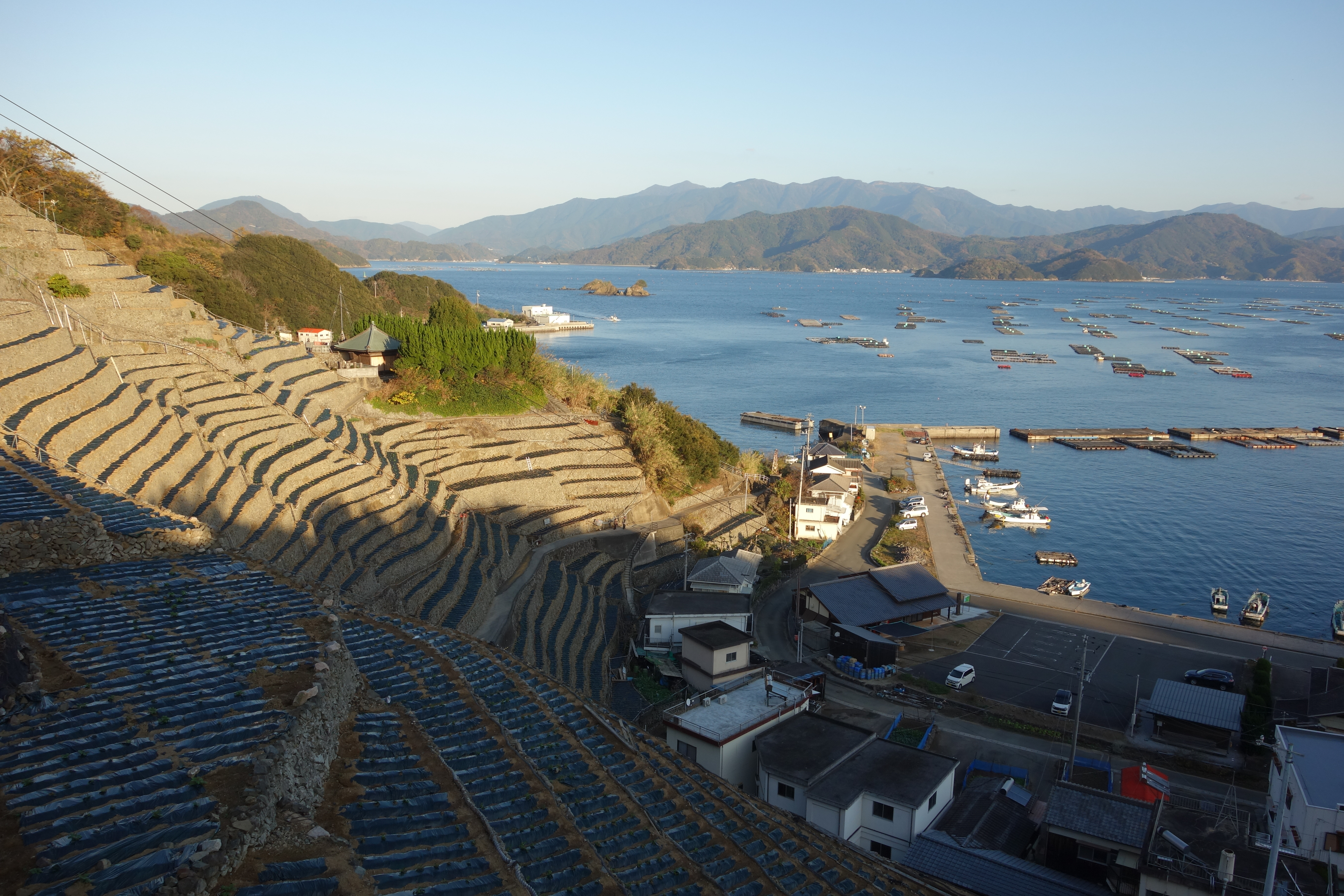
遊子水荷浦の段畑からみた鬼ヶ城山